# Izvestia
Izvestia là một tờ nhật báo có số lượng phát hành cao ở Nga.
Izvestia trong nền báo chí Liên bang Nga: Izvestia tồn tại như một tờ báo quốc gia của Liên bang Nga nhưng lại thuộc sở hữu của công ty truyền thông Vladimir Polantin và không bị ràng buộc bởi Chính phủ. Vào ngày 3/6/2005, cũng như nhiều cơ quan truyền thông khác ở Nga, Izvestia bị mua lại bởi Công ty Truyền thông Gazprom và trở thành một bộ phận của công ty truyền thông khổng lồ này.
Uỷ ban bảo vệ nhà báo ở Nga đã buộc Tổng biên tập của Izvestia là Raf Shakirov phải từ chức vì lý do những công chức Chính phủ không bằng lòng với những bài bình luận về vụ bắt cóc con tin tại trường Trung học Beslan. Một số nguồn tin còn cho biết Potania đã yêu cầu Shakirov rời khỏi tờ báo vì những bức ảnh gây sốc về vụ thảm sát được đăng trên tờ báo.

## Chú thích

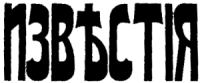
Biểu tượng Izvestia cũ. Nó sử dụng hai chữ cái không còn được sử dụng trong tiếng Nga (xem Cải cách chính tả tiếng Nga)